# Vrbické pleso
Vrbické pleso je největší přirozené jezero v Nízkých Tatrách. Leží v nadmořské výšce 1113 m v horní západní části Demänovské doliny. Má rozlohu 0,69 ha a dosahuje hloubky 8 m. Je 115 m dlouhé a 62 m široké. Je to morénové pleso, které vzniklo po ústupu ledovce ze severních svahů Chopku a Dereší.
Jezero je chráněno jako národní přírodní památka. Leží v katastrálním území obce Demänovská Dolina v okrese Liptovský Mikuláš v Žilinském kraji. Chráněné území bylo vyhlášeno v roce 1975 a jeho rozloha je 0,73 hektaru.

## Přírodní poměry
Z plesa odtéká potok Otupnianka (přítok Zadné vody). Z důvodu zabezpečení stálé výšky hladiny, byly upravené hráze. Pleso od okrajů postupně zarůstá vegetací. Na březích plesa se nacházejí objekty rekreačního střediska Jasná a také vyhlídka, odpočívky a dětské hřiště.

## Galerie

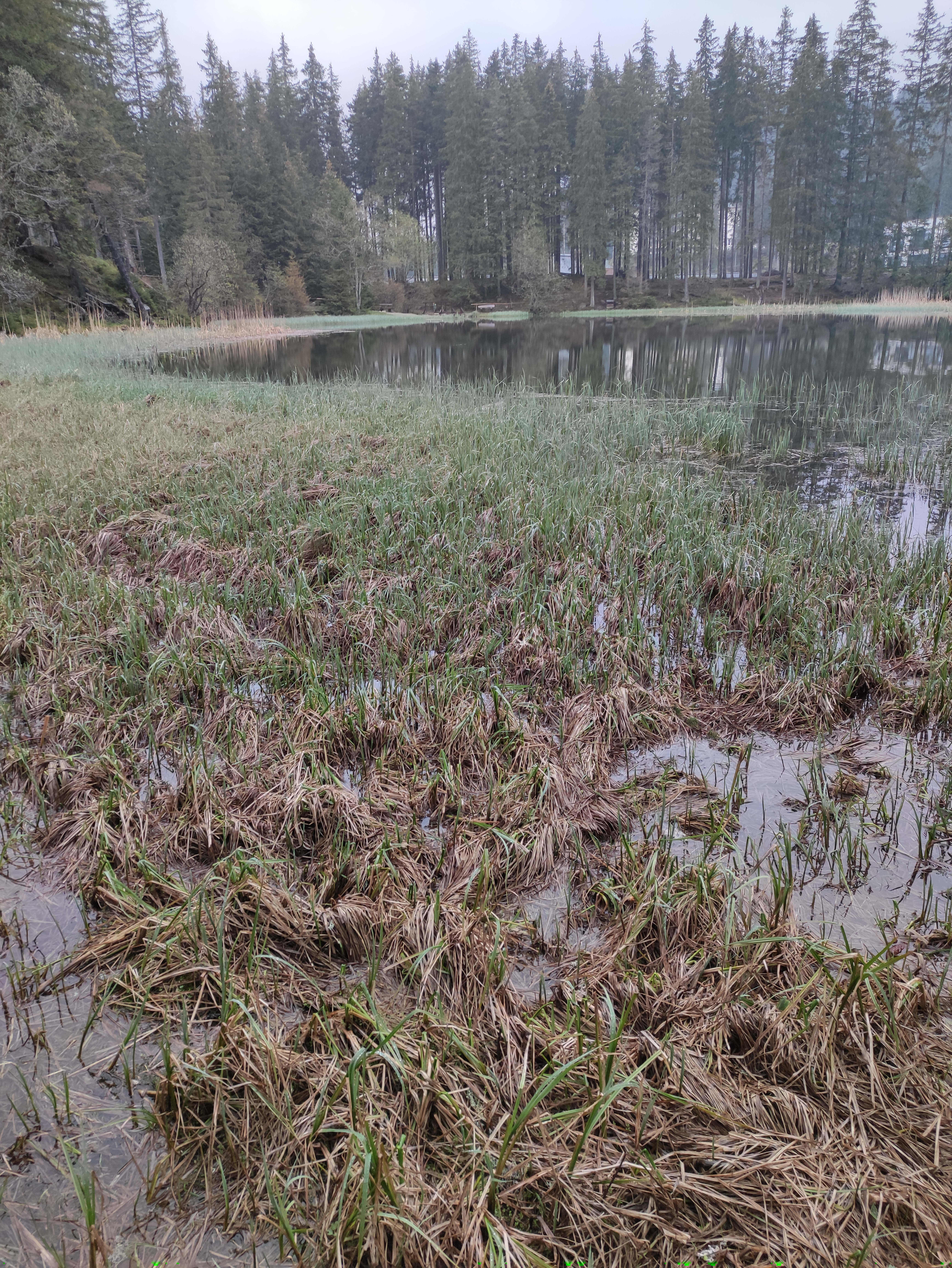
Vrbické pleso
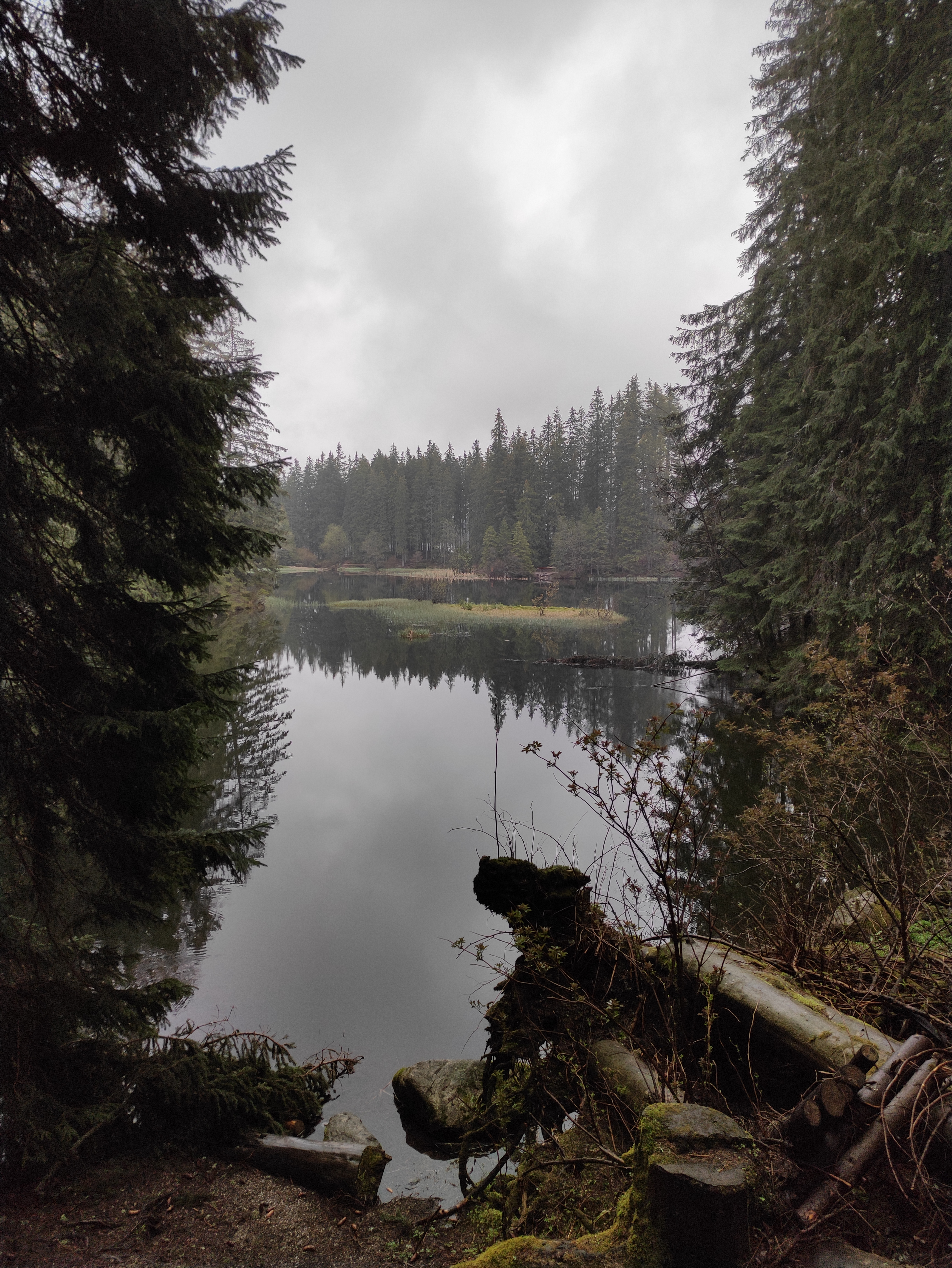
Vrbické pleso
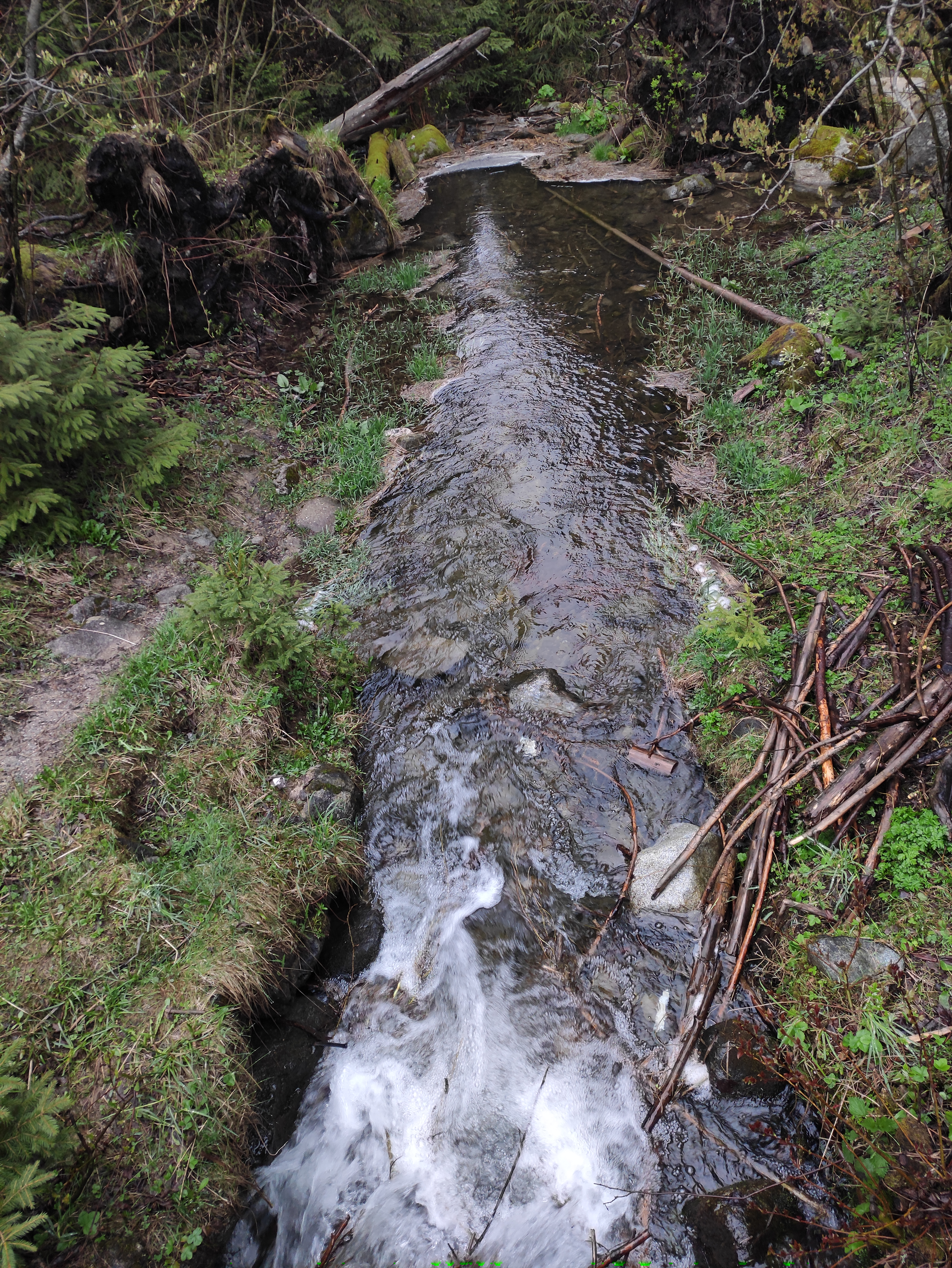
Otupnianka vytékající z Vrbického plesa